# Rogojny (Świętajno)
Rogojny (deutsch Rogonnen (Dorf)) ist ein Ort in der polnischen Woiwodschaft Ermland-Masuren und gehört zur Landgemeinde Świętajno (Schwentainen) im Powiat Olecki (Kreis Oletzko, 1933 bis 1945 Kreis Treuburg).

## Geographische Lage
Das Dorf Rogojny (in Differenzierung zur Waldsiedlung Rogojny (Forsthaus Rogonnen) etwa sieben Kilometer nordwestlich im Gebiet der Gmina Kowale Oleckie (Kowahlen, 1938 bis 1945 Reimannswalde)) liegt am Südufer des Haaszner Sees (1938 bis 1938 Haaschner See, 1938 bis 1945 Haschner See, polnisch Jezioro Łaźno) im Nordosten der Woiwodschaft Ermland-Masuren, 18 Kilometer westlich der Kreisstadt Olecko (Marggrabowa, umgangssprachlich auch Oletzko, 1928 bis 1945 Treuburg).

## Geschichte
Das seinerzeit Rogohnen, vor 1785 Roggun und bis 1945 Rogonnen genannte Dorf wurde im Jahre 1564 gegründet. Im Jahre 1874 wurde es in den neu errichteten Amtsbezirk Haasznen (polnisch Łaźne, nicht mehr existent) eingegliedert – bis zu dessen Auflösung etwa 1908, als dann Rogonnen selbst Amtsdorf im Kreis Oletzko (1933 bis 1945 Kreis Treuburg) im Regierungsbezirk Gumbinnen der preußischen Provinz Ostpreußen wurde. Vor 1903 noch wurde der Gutsbezirk Rogonnen in die Landgemeinde Rogonnen einbezogen. Im Jahre 1910 zählte das Dorf 555 Einwohner.
Aufgrund der Bestimmungen des Versailler Vertrags stimmte die Bevölkerung im Abstimmungsgebiet Allenstein, zu dem Rogonnen gehörte, am 11. Juli 1920 über die weitere staatliche Zugehörigkeit zu Ostpreußen (und damit zu Deutschland) oder den Anschluss an Polen ab. In Rogonnen stimmten 381 Einwohner für den Verbleib bei Ostpreußen, auf Polen entfiel keine Stimme.
Am 30. September 1928 wurde das Nachbargut Grindashof (polnisch Grzedowizna, nicht mehr existent) nach Rogonnen eingegliedert. Die Einwohnerzahl belief sich im Jahre 1933 auf 467 und betrug 1939 noch 437.
In Folge des Zweiten Weltkrieges kam Rogonnen 1945 mit dem gesamten südlichen Ostpreußen zu Polen und trägt seither die polnische Namensform „Rogojny“. Heute ist das Dorf Sitz eines Schulzenamtes (polnisch sołectwo) und somit eine Ortschaft im Verbund der Landgemeinde Świętajno im Powiat Olecki, vor 1998 der Woiwodschaft Suwałki, seither der Woiwodschaft Ermland-Masuren zugehörig.

### Amtsbezirk Rogonnen (vor 1908 bis 1945)
Der aus dem Amtsbezirk Haasznen hervorgegangene Amtsbezirk Rogonnen bestand ursprünglich aus sieben Dörfern, am Ende waren es noch vier:
| Name                         | Änderungsname 1938 bis 1945 | Polnischer Name | Bemerkungen                                         |
| ---------------------------- | --------------------------- | --------------- | --------------------------------------------------- |
| Borken                       |                             | Borki           |                                                     |
| Griesen                      |                             | Gryzy           |                                                     |
| Grindashof                   |                             | Grzedowizna     | 1928 nach Rogonnen eingegliedert                    |
| Haasznen 1936–1938 Haaschnen | Haschnen                    | Łaźne           | vor 1903 nach Borken eingegliedert                  |
| Mazury                       | Masuren                     | Mazury          |                                                     |
| Rogonnen (Dorf)              |                             | Rogojny         |                                                     |
| Rogonnen (Gut)               |                             |                 | vor 1903 in die Landgemeinde Rogonnen eingegliedert |

Am 1. Januar 1945 gehörten noch die Gemeinde Borken, Griesen, Masuren und Rogonnen zum Amtsbezirk Rogonnen.

## Kirche
Bis 1945 war Rogonnen in die evangelische Kirche Czychen in der Kirchenprovinz Ostpreußen der Kirche der Altpreußischen Union und in die katholische Pfarrkirche Marggrabowa (1928 bis 1945 Treuburg, polnisch Olecko) im Bistum Ermland eingepfarrt.
Heute gehört Rogojny zur evangelischen Kirchengemeinde Gołdap (Goldap), einer Filialgemeinde der Pfarrei Suwałki in der Diözese Masuren der Evangelisch-Augsburgischen Kirche in Polen, bzw. zur katholischen Pfarrkirche Cichy im Bistum Ełk (Lyck) der Römisch-katholischen Kirche in Polen.

## Verkehr
Rogojny liegt an einer Nebenstraße, die von Dybowo (Diebowen, 1938 bis 1945 Diebauen) über Mazury (Masuhren, 1938 bis 1945 Masuren) in den Borkener Forst (auch: Borker Heide, polnisch Puszcza Borecka) führt. Eine Bahnanbindung gibt es nicht.